# Helen Weidenhaupt
Helen Weidenhaupt (* 12. September 1954 in Janesville/Wisconsin (USA)) ist eine deutsche Politikerin (SPD). Sie war zwischen November 2009 und Juni 2010 Mitglied des Landtags Nordrhein-Westfalen.

## Herkunft und Beruf
Weidenhaupt machte ihr Abitur 1973 und studierte anschließend Deutsch und katholische Religion an der RWTH Aachen. 1985 erlangte sie ihr 1. und 1994 ihr 2. Staatsexamen. Seit dieser Zeit arbeitet Weidenhaupt als Grundschullehrerin.
Weidenhaupt ist verheiratet und hat ein Kind.

## Partei und Organisationen
Weidenhaupt ist Mitglied der SPD seit 1988. Bis 2008 war sie Vorsitzende des Stadtverbandes Eschweiler der SPD. Seit 2008 ist sie hier Beisitzerin. Weiterhin ist sie seit 2006 stellv. Vorsitzende im SPD-Unterbezirk der StädteRegion Aachen.
Mitglied des Rates der Stadt Eschweiler ist Weidenhaupt seit 1992, seit 2004 bekleidet sie zusätzlich das Amt der 1. stellv. Bürgermeisterin.
Weidenhaupt ist seit 1995 Mitglied der Gewerkschaft Erziehung und Wissenschaft (GEW).

## Mandate
Weidenhaupt war ab dem 12. November 2009 bis zum Ende der 14. Legislaturperiode Abgeordnete des Landtags Nordrhein-Westfalen. Dort war sie Mitglied im Ausschuss für Kommunalpolitik und Verwaltungsstrukturreform. Ihr Mandat erhielt sie als Nachrückerin für Gero Karthaus, der aufgrund seiner Wahl zum Bürgermeister von Engelskirchen aus dem Landtag ausschied.